# Stowe (Dominica)
Stowe ist ein Ort im Süden von Dominica. Die Gemeinde hatte im Jahr 2011 zusammen mit ihrer Nachbarsortschaft Dubuc 150 Einwohner. Stowe liegt im Parish Saint Patrick.

## Geographische Lage
Stowe liegt westlich von Bagatelle und östlich von Berekua.